# 로베르토 로셀리니
로베르토 로셀리니(이탈리아어: Roberto Gastone Zeffiro Rossellini, 1906년 5월 8일~1977년 6월 3일)는 이탈리아의 영화 감독이다. 로마 출생으로, 이탈리아 영화계에서 네오레알리스모 운동의 선구적 인물 중 한 사람이다. 대표작으로 《무방비 도시》, 《전화의 저편》, 《독일 영년》, 《스트롬볼리》, 《로베레의 장군》 등이 있다.

## 영화
- 무방비도시(1945년)
- 전화의 저편(1946년)
- 독일 영년(1948년)
- 스트룸볼리(1950년)
- 프란체스코, 신의 어릿광대,(1950년)
- 살인기계(1952년)
- 유로파51(1952년)
- 불안(1954년)
- 이탈리아 여행(1954년)
- 화 형대의 잔 다르크(1954년)
- 인디아(1959년)
- 로베레 장군(1959년)
- 비바 이탈리아(1961년)
- 검은 영혼(1962년)
- 루이 14세의 권력 쟁취(1966년)
- 소크라테스(1971년)
- 블레즈 파스킬(1972년)
- 메디치의 시대(1973년)
- 메시아(1975년)

## 학력
- 라이스 대학교 연극영화학과(졸업)